# Max Franz
Pour les articles homonymes, voir Franz.
Max Franz, né le 1er septembre 1989, est un skieur alpin autrichien, spécialisé dans les épreuves de vitesse que sont la descente et le super G. Il se révèle à Val Gardena le 16 décembre 2011 lors d'une épreuve de super G en coupe du monde 2012 en terminant cinquième alors qu'il portait le dossard 54. Il monte sur son premier podium en coupe du monde l'année suivante le 24 novembre 2012 en prenant la seconde place de la descente de Lake Louise derrière Aksel Lund Svindal. Il remporte se première victoire en coupe du monde de ski alpin le 17 décembre 2016 lors de la descente de Val Gardena. Il est médaillé de bronze aux championnats du monde 2017 en descente.

## Biographie

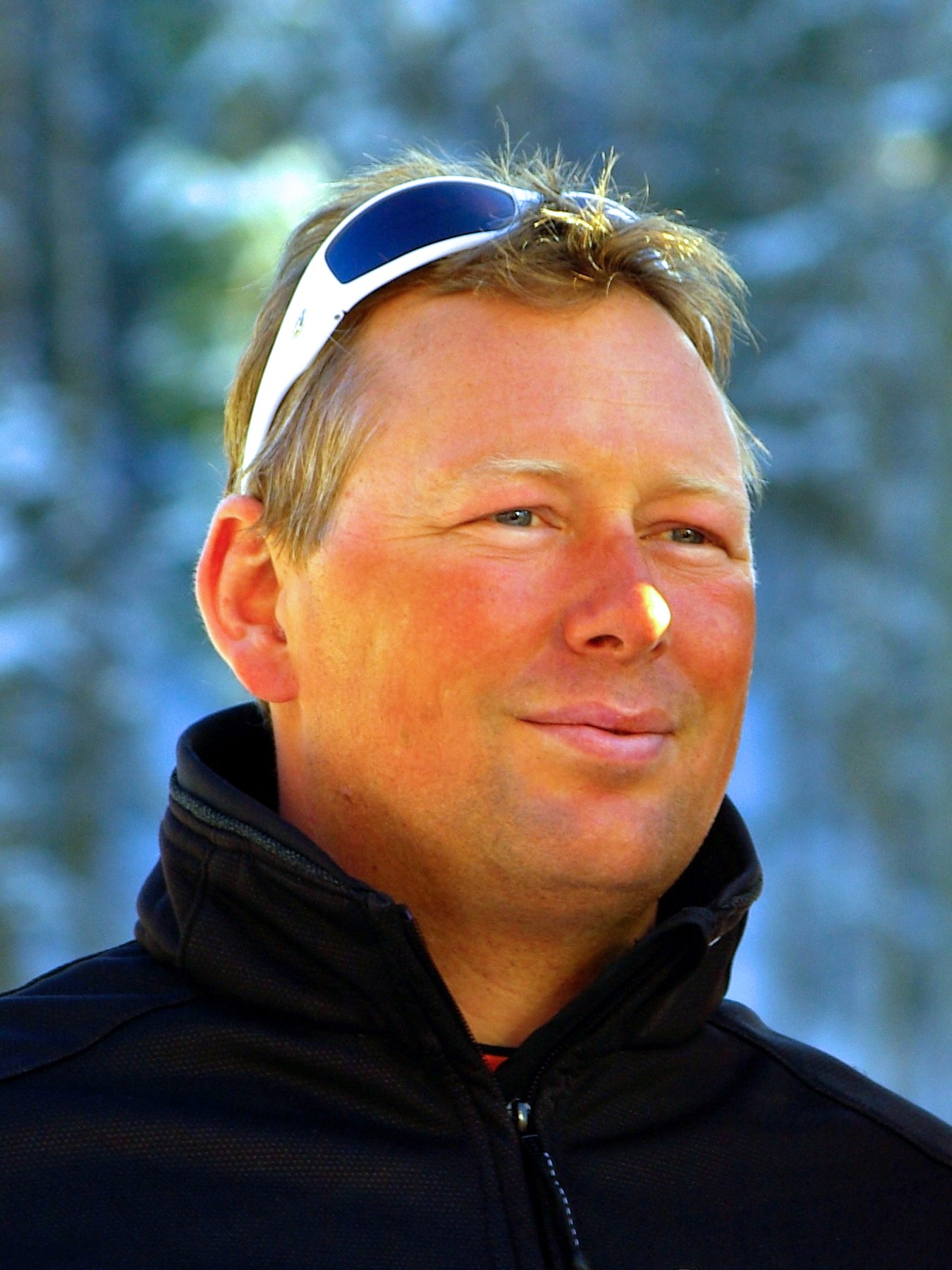
Son cousin, Werner Franz a également été un skieur alpin de haut-niveau.

Son cousin Werner Franz (né en 1972) a également été un skieur alpin de haut-niveau, remportant notamment deux épreuves de Coupe du monde en 2000 et 2005.

### 2006: débuts en Coupe d'Europe
Grand espoir du ski autrichien, Max Franz fait ses débuts dans une étape à domicile à Altenmarkt en coupe d'Europe (antichambre de la coupe du monde) le 15 mars 2006 en prenant la 69e place d'un super G. En février 2007, il se blesse gravement avec une fracture du fémur l'éloignant des pistes pendant un an.
Lors de la saison 2009, il est appelé à disputer sa seconde épreuve de coupe d'Europe le 4 décembre 2008 avec une 25e place en super G à Reiteralm. Il prend part cette année-là aux descentes, super G et super combinés tout au long de la saison en Coupe d'Europe. Il monte sur le podium le 17 décembre 2008 en descente à Patscherkofel avec le dossard 51 puis remporte la descente de Wengen le 9 janvier 2009 avec le dossard 6. Il s'installe dans l'équipe d'Autriche en Coupe d'Europe et monte une autre fois sur un podium cette année sur la descente des Orres le 28 janvier 2009. Ses bonnes prestations lui permet de finir à la seconde place du classement de la descente en Coupe d'Europe derrière le Suisse Patrick Küng et la 13e place au général. Entre-temps, il est sélectionné par l'équipe d'Autriche pour participer aux championnats du monde juniors 2009 qui prennent place à Garmisch-Partenkirchen. Il prend la septième place en descente, la neuvième en super G et abandonne en slalom géant dans la première manche.

### 2010: débuts en Coupe du monde
Son excellente saison 2009 en Coupe d'Europe l'amène à disputer des épreuves de la coupe du monde à l'âge de dix-neuf ans. Fin novembre 2009, il est inscrit pour disputer la première descente de la saison en coupe du monde à Lake Louise (Canada) aux côtés de Michael Walchhofer, Klaus Kröll ou Mario Scheiber. Le 27 novembre 2009, il termine à une lointaine 56e place et dernier Autrichien. Le week-end suivant, il s'entraîne pour la descente de Beaver Creek (États-Unis) mais lors du second entraînement, il se blesse grièvement en étant victime d'une déchirure des ligaments croisés du genou droit. Cela met un terme à sa saison.
Il fait son retour lors de la saison 2011 directement en coupe du monde sur la descente de Lake Louise dont il termine 56e le 27 novembre 2010. Il s'agit d'un retour en douceur car il n'est pas aligné sur toutes les épreuves. Après une 43e place en descente Val Gardena en décembre, il est retenu pour participer au super G et super combiné de Chamonix fin janvier. Il prend une modeste 47e place au super G. Le lendemain en super combiné, le 30 janvier 2011, il réussit le 17e chrono en descente avant de reculer à une 21e place finale après le slalom, il s'agit de ses premiers points inscrits en coupe du monde. Il poursuit en disputant alternativement des épreuves de descente et super G en coupe du monde et coupe d'Europe avec un calendrier allégé. Il la clôt sur une performance en devenant champion d'Autriche de descente le 24 mars 2011 devant Kröll et Joachim Puchner.

### 2012: premiers coups d'éclats
Lors de la saison 2012, il est aligné sur toutes les épreuves de descente, de super G et de super combiné en coupe du monde. En début de saison, il marque régulièrement des points dans les deux disciplines à Lake Louise et Beaver Creek malgré des dossards élevés. C'est à Val Gardena le 16 décembre 2011 qu'il marque les esprits en prenant la 5e place du super G avec un dossard 54, il est le meilleur Autrichien de l'épreuve. Il réalise une saison régulière dans le top 30 sans toutefois réaliser un autre top 10 avant le super G de Kvitfjell en fin de saison avec une 5e place. Il valide ses bonnes performances en étant qualifié pour les finales de la coupe du monde à Schladming dans les épreuves de descente et de super G, en étant 24e du classement de la descente et 12e du classement du super G (seuls les 25 premiers du classement peuvent participer aux finales en fin de saison). Aux finales, il sort dans l'épreuve de la descente et termine 18e en super G. Il confirme cette année-là les espoirs placés en lui. Il clôt sa saison en conservant son titre national de descente le 24 mars 2012 devant Kröll et Matthias Mayer.
En 2013, il axe sa saison pour être performant aux championnats du monde 2013 qui ont lieu dans son pays natal à Schladming et la débute de la meilleure des façons. Dominant le premier entraînement de la descente de Lake Louise, il monte sur le premier podium de sa carrière en coupe du monde. Parti avec le dossard 3, il reste en tête de la descente avant le passage du Norvégien Aksel Lund Svindal avec le dossard 22, seul ce dernier parvient à le devancer. Deux centièmes de seconde derrière Max Franz, son compatriote Kröll et l'Américain Marco Sullivan complètent le premier podium de sa carrière à 23 ans,. Toutefois la semaine suivante à Beaver Creek, il chute lourdement en super G. Victime d'un commotion cérébrale, d'une fracture du nez et de coupures au visage, il est absent trois semaines des pistes de skis. Il ne parvient pas à réaliser son objectif aux Championnats du monde 2013, prenant que la 23e place à la descente. Cet hiver, il finit tout de même cinquième lors de la prestigieuse descente de Kitzbühel.

### 2014: premiers jeux olympiques
Pour la saison 2013-2014, Franz commence par deux top dix à Lake Louise, puis rejoint son pic de performance au mois de janvier, où il se classe quatrième de la descente à Wengen, puis aboutit sur son deuxième podium en partageant la troisième place lors du super G de Kitzbühel en compagnie d'Aksel Lund Svindal. À l'occasion des Jeux olympiques d'hiver de 2014, il enregistre son meilleur résultat dans des jeux avec une sixième place lors du super G, étant aussi neuvième de la descente. Il ne peut faire mieux que quinzième lors des dernières courses de la saison.

## Palmarès

### Jeux olympiques
| Épreuve / Édition                   | Descente | Super G | Super combiné |
| Jeux olympiques de 2014 Sotchi      | 9e       | 6e      | Abandon       |
| Jeux olympiques de 2018 Pyeongchang | 11e      | 17e     | —             |
| Jeux olympiques de 2022 Pékin       | 9e       | Abandon | —             |

### Championnats du monde
| Épreuve / Édition                 | Descente | Super G | Slalom géant | Slalom | Combiné / super combiné |
| Mondiaux 2013 Schladming          | 23e      | —       | —            | —      | —                       |
| Mondiaux 2015 Vail - Beaver Creek | 19e      | —       | —            | —      | —                       |
| Mondiaux 2017 Saint-Moritz        | Bronze   | 13e     | —            | —      | —                       |
| Mondiaux 2021 val di Fiemme       | 13e      | Abandon | —            | —      | —                       |

### Coupe du monde
- Meilleur classement général : 15e en 2015.
- 10 podiums (6 en descente et 4 en super G), dont 3 victoires.

#### Détail des victoires
| Édition / Épreuve | Descente    | Super G      | Total |
| 2017              | Val Gardena | -            | 1     |
| 2019              | Lake Louise | Beaver Creek | 2     |
| Total             | 2           | 1            | 3     |

#### Classements par saison
Sa saison 2012 constitue une importante élévation dans la hiérarchie en termes de classement avec une 32e place au général. Il est monté pour la première fois sur un podium lors de la saison 2013.
| Saison / Classement | Saison / Classement | Général | Général | Descente | Descente | Super G | Super G | Slalom géant | Slalom géant | Slalom | Slalom | Combiné | Combiné |
| ------------------- | ------------------- | ------- | ------- | -------- | -------- | ------- | ------- | ------------ | ------------ | ------ | ------ | ------- | ------- |
| Saison / Classement | Saison / Classement | Class.  | Points  | Class.   | Points   | Class.  | Points  | Class.       | Points       | Class. | Points | Class.  | Points  |
| 2010 – 2011         | 2010 – 2011         | 140e    | 12      | -        | -        | 57e     | 2       | -            | -            | -      | -      | 39e     | 10      |
| 2011 – 2012         | 2011 – 2012         | 32e     | 290     | 24e      | 94       | 14e     | 156     | -            | -            | -      | -      | 23e     | 40      |
| 2012 – 2013         | 2012 – 2013         | 26e     | 269     | 9e       | 201      | 18e     | 68      | -            | -            | -      | -      | -       | -       |
| 2013 - 2014         | 2013 - 2014         | 26e     | 336     | 13e      | 214      | 15e     | 117     | -            | -            | -      | -      | 37e     | 5       |
| 2014 - 2015         | 2014 - 2015         | 15e     | 457     | 10e      | 256      | 8e      | 187     | -            | -            | -      | -      | 23e     | 14      |
| 2015 - 2016         | 2015 - 2016         | 43e     | 237     | 27e      | 116      | 22e     | 105     | -            | -            | -      | -      | 28e     | 16      |
| 2016 - 2017         | 2016 - 2017         | 25e     | 329     | 16e      | 139      | 6e      | 190     | -            | -            | -      | -      | -       | -       |
| 2017 - 2018         | 2017 - 2018         | 17e     | 433     | 10e      | 207      | 5e      | 226     | -            | -            | -      | -      | -       | -       |
| 2018 - 2019         | 2018 - 2019         | 21e     | 408     | 9e       | 222      | 11e     | 185     | 56e          | 1            | -      | -      | -       | -       |
| 2019 - 2020         | 2019 - 2020         | 52e     | 154     | 29e      | 174      | 18e     | 80      | -            | -            | -      | -      | -       | -       |
| 2020 - 2021         | 2020 - 2021         | 25e     | 276     | 9e       | 186      | 18e     | 90      | -            | -            | -      | -      | -       | -       |

### Championnats du monde junior
Il a été sélectionné par l'équipe d'Autriche pour participer aux championnats du monde juniors 2009 qui prennent place à Garmisch-Partenkirchen. Il prend la septième place en descente, la neuvième en super G et abandonne en slalom géant dans la première manche.
| Épreuve / Édition                    | Descente | Super G | Slalom géant |
| Mondiaux 2009 Garmisch-Partenkirchen | 7e       | 9e      | Abandon      |

### Coupe d'Europe
- 2e du classement de la descente en 2009.
- 4 podiums, dont 1 victoire (1 en descente).

### Championnats d'Autriche
- Champion de la descente en 2011 et 2012.